# ГЕС Гуапоре
ГЕС Гуапоре — гідроелектростанція на південному заході Бразилії, у західній частині штату Мату-Гросу. Використовує ресурс річки Гуапоре, що впадає праворуч в річку Маморе, котра, своєю чергою, є правим витоком Мадейри (найбільша права притока Амазонки).
У руслі річки звели бетонну греблю висотою 32 метри та довжиною 152 метри. Обабіч від неї долину перекривають земляні ділянки висотою 20 метрів та загальною довжиною 932 метри. Ця споруда утримує невелике водосховище з площею поверхні 3 км2 та об'ємом 18 млн м3 (за іншими даними — 4,2 км2 та 23 млн м3), максимальний операційний рівень поверхні якого складає 479,2 метра НРМ (у випадку повені може сягати 481,7 метра НРМ), що на 175,4 метра більше, аніж мінімальний рівень води у нижньому б'єфі.
Ресурс зі сховища подається через прокладений правобережжям дериваційний канал довжиною 0,7 км та шириною від 4 метрів по дну до 13,5 метра по поверхні, який переходить у тунель довжиною 1,9 км та діаметром 6 метрів. Ближче до машинного залу тунель проходить через балансуючий резервуар баштового типу.
Основне обладнання станції становлять три турбіни типу Френсіс потужністю по 41,6 МВт (загальна номінальна потужність ГЕС визначена як 120 МВт), котрі забезпечують річне виробництво на рівні 527 млн кВт·год електроенергії. Відпрацьована вода по відвідному каналу довжиною 0,2 км повертається у річку.
Під час спорудження станції здійснили виїмку 664 тис. м3 (у тому числі 247 тис. м3 скельних порід), облаштували земляні споруди об'ємом 323 тис. м3 та використали 43 тис. м3 бетону.
Видача продукції відбувається по ЛЕП, розрахованій на роботу під напругою 138 кВ.